# Xã Painted Woods, Quận Burleigh, Bắc Dakota
Xã Painted Woods (tiếng Anh: Painted Woods Township) là một xã thuộc quận Burleigh, tiểu bang Bắc Dakota, Hoa Kỳ. Năm 2010, dân số của xã này là 118 người.